# Bürgermeisterwahl in New York City 2025
Die Bürgermeisterwahl in New York City 2025 findet am 4. November 2025 als Teil der Wahlen in den Vereinigten Staaten 2025 statt. Zur Wahl stehen der Vertreter der Demokratischen Partei, Zohran Mamdani, der Republikaner Curtis Sliwa sowie die Unabhängigen Eric Adams, Andrew Cuomo, Jim Walden und Joseph Hernandez.

## Hintergrund

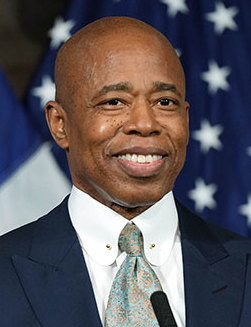
Eric Adams, der amtierende unabhängige Bürgermeister von New York City

Eric Adams wurde 2021 als Kandidat der Demokratischen Partei zum Bürgermeister von New York City gewählt. In seiner Amtszeit verfolgte er eine sicherheitsbetonte Politik, unter anderem durch den verstärkten Einsatz von Polizeikräften in der U-Bahn und die Wiedereinführung von Zivilpatrouillen. Kritik erntete er für sein Krisenmanagement bei der Unterbringung von Migranten, seine Nulltoleranz-Strategie gegenüber Obdachlosen und wegen seiner Nähe zu Donald Trump. Ende 2023 lag seine Zustimmung in Umfragen nur noch bei 28 Prozent.
Im September 2024 wurde Adams als amtierender Bürgermeister wegen Korruption, Betrug und Verschwörung angeklagt. Die Anklage wurde im Februar 2025 durch das Justizministerium zurückgezogen und im April 2025 endgültig fallengelassen. Die Vorgänge führten zu Rücktrittsforderungen und internen Turbulenzen; mehrere hochrangige Mitarbeitende traten zurück. Im April 2025 gab Adams bekannt, nicht an der demokratischen Vorwahl teilzunehmen und stattdessen als unabhängiger Kandidat anzutreten.
In New York City gilt bei Hauptwahlen das sogenannte first-past-the-post system: der Kandidat mit den meisten Stimmen wird Bürgermeister, auch wenn dieser nur eine relative Mehrheit erreicht. Allerdings erreichten seit der Wahl 1969 alle späteren Wahlsieger eine absolute Stimmenmehrheit.

## Kandidaten

### Demokratische Partei

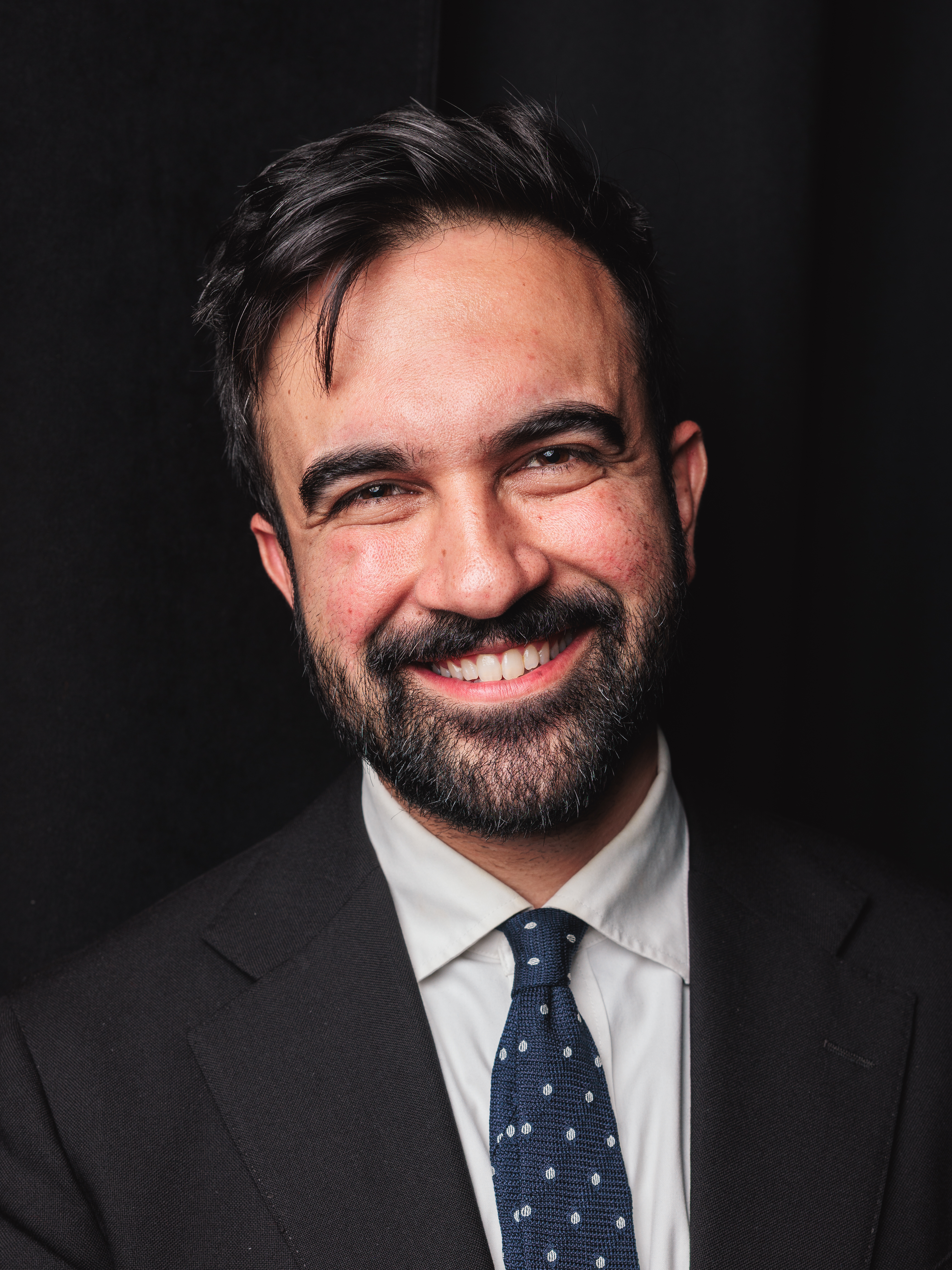
Zohran Mamdani, der demokratische Kandidat

Die Demokratische Partei bestimmte ihren Kandidaten in Vorwahlen, die am 14. Juni begannen und am 24. Juni 2025 endeten. Dabei kam das Präferenzwahlsystem (Ranked-Choice-Voting) zum Einsatz: Wähler vergeben keine einzelne Stimme, sondern ordnen die Kandidierenden nach Präferenz.
Frühe Umfragen zu Jahresbeginn sahen den früheren New Yorker Gouverneur Andrew Cuomo als Favoriten. Im Verlauf des Wahlkampfs konnte sich jedoch der progressive Abgeordnete in der New York State Assembly, Zohran Mamdani, als ernstzunehmender Herausforderer etablieren. Eine Umfrage im Juni zeigte Mamdani mit einem knappen Vorsprung vor Cuomo.
Aus der Wahl ging Mamdani am 1. Juli als offizieller Sieger hervor, der somit als der demokratische Kandidat bei der Wahl antreten wird. Aufgrund des deutlichen Ergebnisses erkannte Cuomo bereits am Wahlabend des 24. Juni die Niederlage an und Mamdani erklärte sich zum Sieger.
| Resultate der demokratischen Vorwahlen | Resultate der demokratischen Vorwahlen | Resultate der demokratischen Vorwahlen | Resultate der demokratischen Vorwahlen | Resultate der demokratischen Vorwahlen | Resultate der demokratischen Vorwahlen | Resultate der demokratischen Vorwahlen | Resultate der demokratischen Vorwahlen |
| Partei                                 | Kandidat                               | Runde 1                                | Runde 1                                | Runde 2                                | Runde 2                                | Finale Runde                           | Finale Runde                           |
| Partei                                 | Kandidat                               | Stimmen                                | %                                      | Stimmen                                | %                                      | Stimmen                                | %                                      |
| -------------------------------------- | -------------------------------------- | -------------------------------------- | -------------------------------------- | -------------------------------------- | -------------------------------------- | -------------------------------------- | -------------------------------------- |
| Demokraten                             | Zohran Mamdani                         | 446.163                                | 43,5                                   | 446.265                                | 43,5                                   | 545.334                                | 56,0                                   |
| Demokraten                             | Andrew Cuomo                           | 374.818                                | 36,5                                   | 375.037                                | 36,5                                   | 428.530                                | 44,0                                   |
| Demokraten                             | Brad Lander                            | 115.105                                | 11,2                                   | 115.171                                | 11,2                                   |                                        |                                        |
| Demokraten                             | Adrienne Adams                         | 42.747                                 | 4,2                                    | 42.898                                 | 4,2                                    |                                        |                                        |
| Demokraten                             | Scott Stringer                         | 17.085                                 | 1,7                                    | 17.154                                 | 1,7                                    |                                        |                                        |
| Demokraten                             | Zellnor Myrie                          | 10.172                                 | 1,0                                    | 10.221                                 | 1,0                                    |                                        |                                        |
| Demokraten                             | Whitney Tilson                         | 8.000                                  | 0,8                                    | 8.079                                  | 0,8                                    |                                        |                                        |
| Demokraten                             | Michael Blake                          | 4.208                                  | 0,4                                    | 4.229                                  | 0,4                                    |                                        |                                        |
| Demokraten                             | Jessica Ramos                          | 4.107                                  | 0,4                                    | 4.128                                  | 0,4                                    |                                        |                                        |
| Demokraten                             | Paperboy Prince                        | 1.485                                  | 0,1                                    | 1.551                                  | 0,1                                    |                                        |                                        |
| Demokraten                             | Selma Bartholomew                      | 1.420                                  | 0,1                                    | 1.435                                  | 0,1                                    |                                        |                                        |
| Übrige                                 | Übrige                                 | 1.473                                  | 0,1                                    |                                        |                                        |                                        |                                        |
| Gesamtstimmen                          | Gesamtstimmen                          | 1.026.783                              | 100,00 %                               |                                        |                                        |                                        |                                        |

### Republikanische Partei

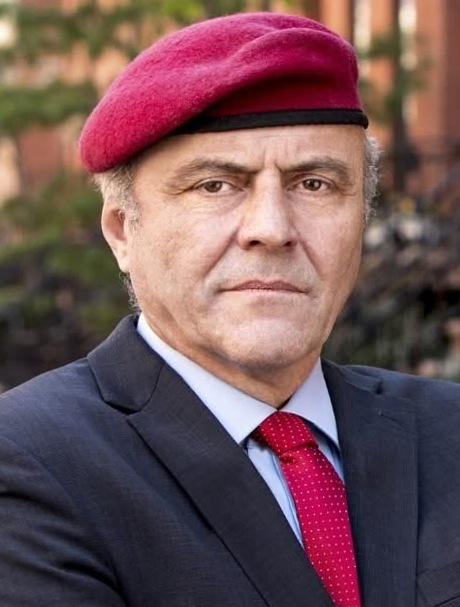
Curtis Sliwa, der republikanische Kandidat

Die Republikanische Partei führte keine Vorwahlen durch und hat Curtis Sliwa als Kandidaten bestimmt, der bereits 2021 für die Republikaner bei der Bürgermeisterwahl angetreten war, dem späteren Sieger Eric Adams jedoch mit knapp 28 Prozent der Stimmen deutlich unterlag.

### Unabhängige Kandidaten

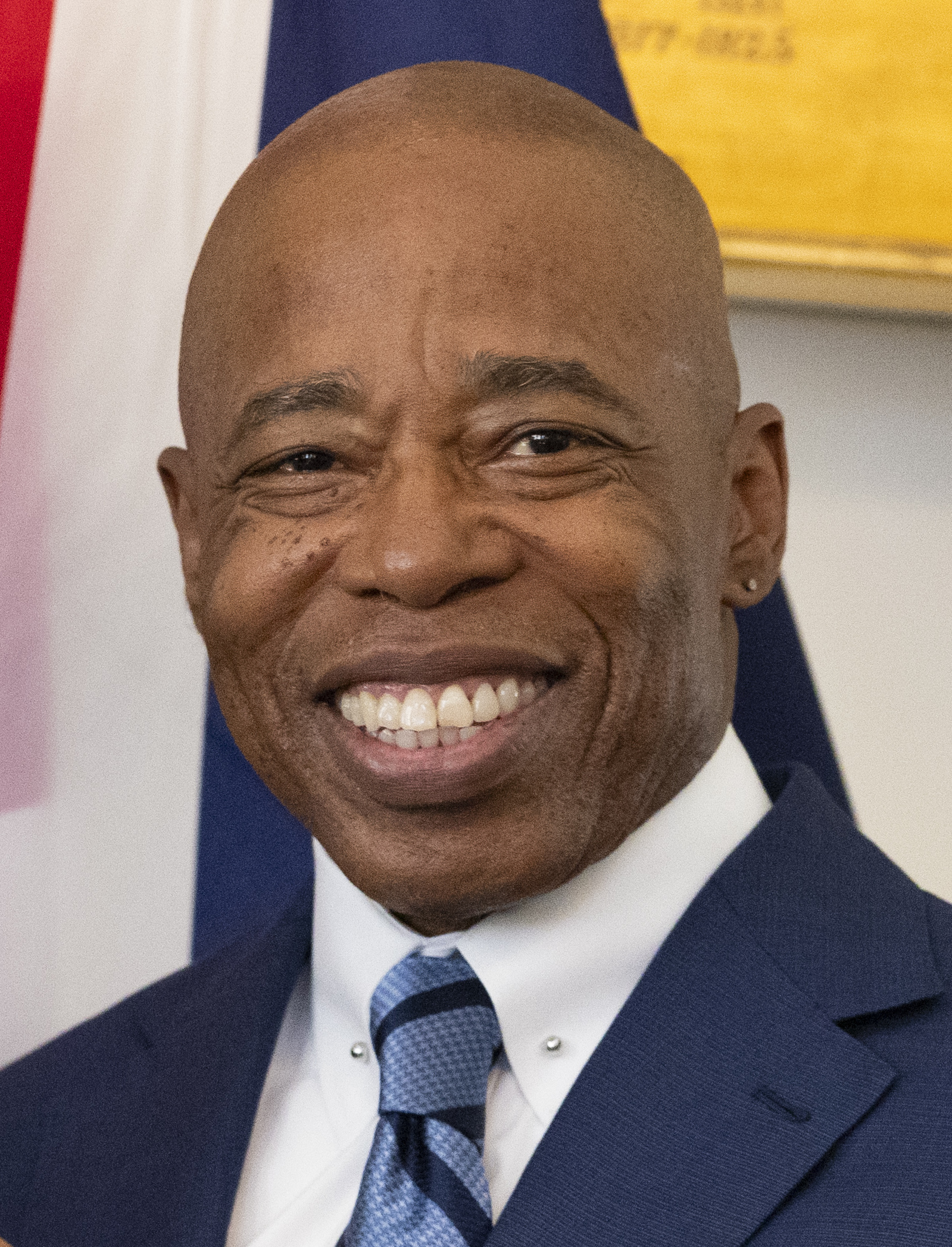
Eric Adams
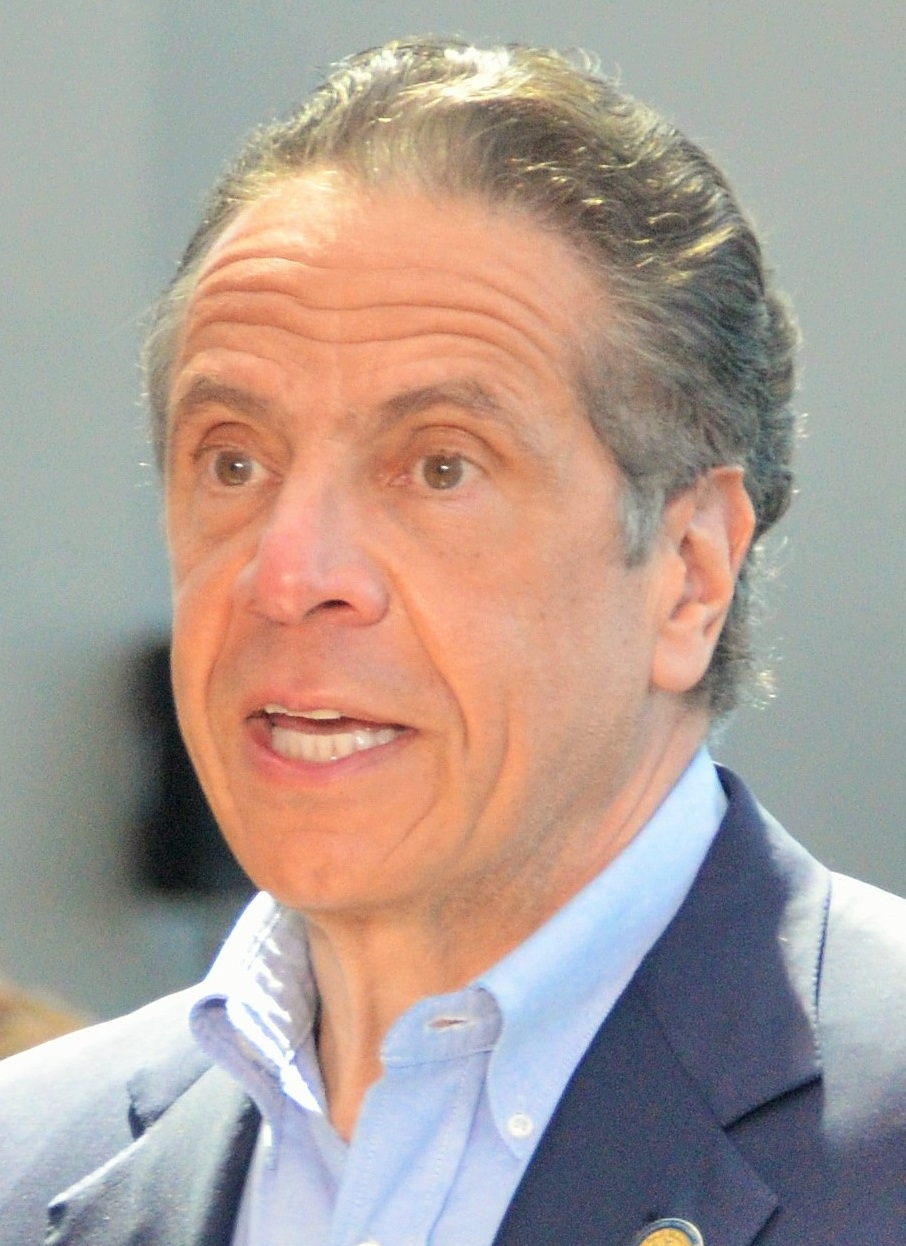
Andrew Cuomo
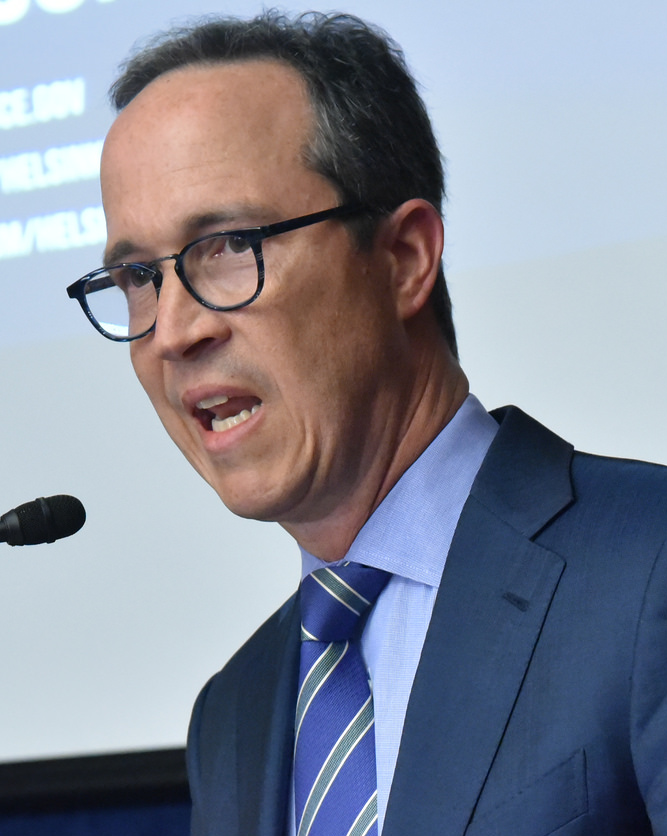
Jim Walden

Der amtierende Bürgermeister Eric Adams kündigte im April 2025 an, nicht für die Demokraten, sondern als unabhängiger Kandidat anzutreten. Er ist damit der erste amtierende Bürgermeister seit John Lindsay 1969, der ohne Unterstützung einer der beiden großen Parteien zur Wiederwahl antritt.
Neben ihm gab auch der ehemalige stellvertretende US-Staatsanwalt Jim Walden seine Kandidatur als Unabhängiger bekannt. Nach seiner Niederlage in den demokratischen Vorwahlen kündigte auch der ehemalige Gouverneur von New York, Andrew Cuomo, an, seine Kampagne als unabhängiger Kandidat fortzuführen.

## Umfragen
In den Umfragen zur Hauptwahl liegt der Demokrat Mamdani mit ca. 35–45 % klar vor dem Unabhängigen Cuomo mit ca. 20–25 %, dem Republikaner Sliwa (ca. 15 %) und dem mittlerweile unabhängigen Amtsinhaber Adams mit ca. 10 %. 
Anmerkung: Umfragen vor der demokratischen Vorwahl unterschätzten Mamdani massiv. Cuomo lag in allen Umfragen vorne, Mamdani konnte die Vorwahl aber mit 13 % Vorsprung gewinnen.